# المستوطنات الفنية

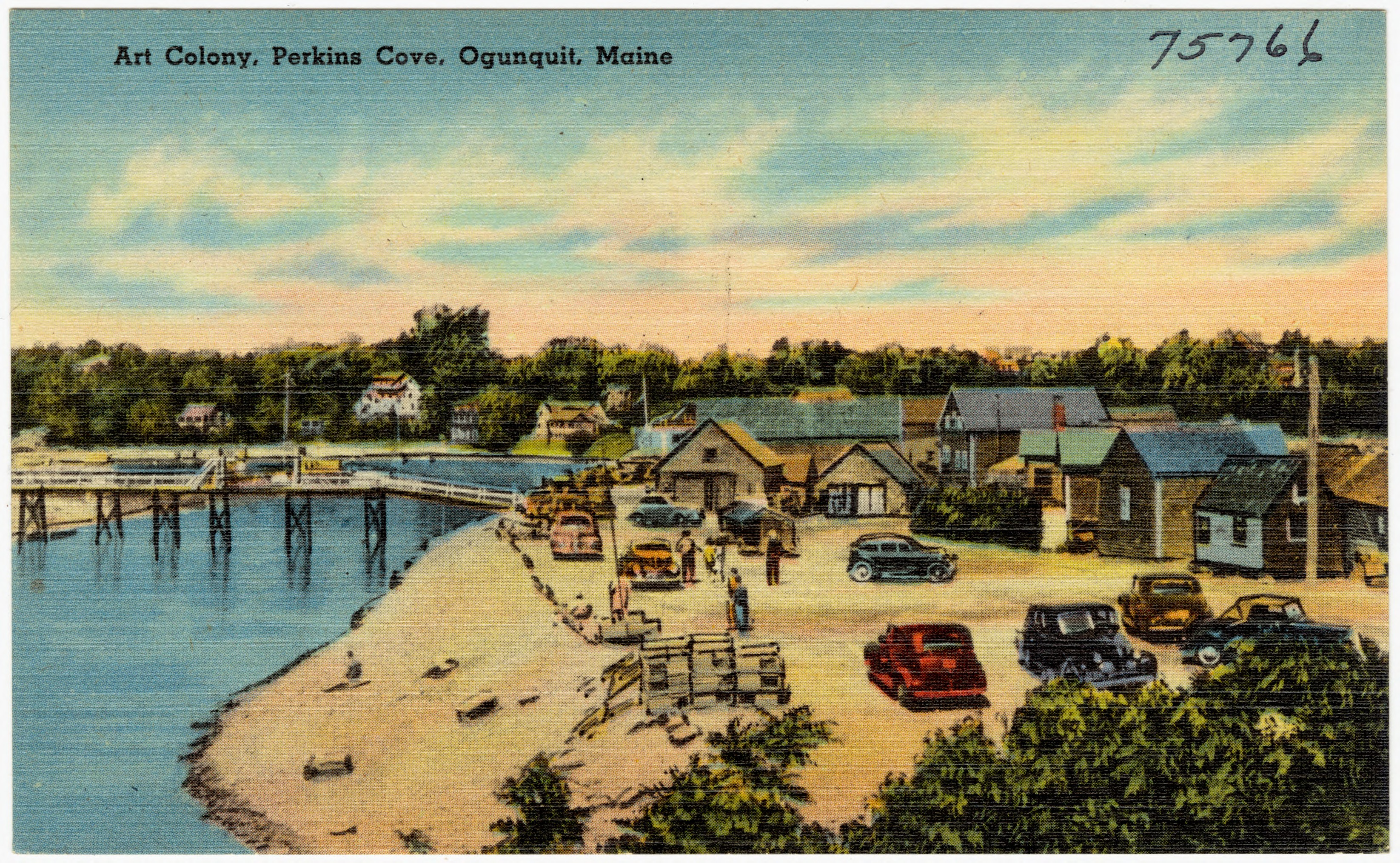
كانت أوجونكويت أكبر مستعمرة فنية في ولاية مين في الجزء الأكبر من القرن العشرين. انجذب الفنانون في البداية إلى المناظر الطبيعية، وجاءوا لاحقًا لدراسة الحداثة مع روبرت لوران وهاملتون إيستر فيلد أو الانطباعية الإقليمية مع تشارلز هربرت وودبري.

المستوطنات الفنية هي تجمعات عضوية للفنانين في البلدات والقرى والمناطق الريفية، حيث يتم جذب الفنانين غالبًا إلى المناطق الطبيعية الجميلة، أو وجود فنانين آخرين مسبقًا، أو وجود مدارس فنية هناك، أو تكلفة المعيشة المنخفضة. وعادةً ما تكون هذه المستوطنات مجتمعات مخططة تحمل رسالة فنية، حيث تدير عملية رسمية لمنح إقامات للفنانين. يمكن أن تتضمن الرسالة النموذجية توفير الوقت والمكان والدعم للفنانين للإبداع، وتعزيز التواصل فيما بين الفنانين، وتوفير التعليم الفني، بما في ذلك المحاضرات وورش العمل.
نماذج الضيف والمستضيف في أوائل القرن العشرين تشمل ماكدويل (إقامة الفنانين وورشة العمل)، في بيتربورو، نيوهامشير، ويادو في ساراتوجا سبرينغز، نيويورك. وتعتبر منظمتين رئيسيتين تخدمان مستوطنات الفنانين والمراكز السكنية روز أرتيس في أمستردام، وتحالف مجتمعات الفنانين في بروفيدانس، رود آيلاند. شبكة آسيا الداخلية في تايوان هي هيئة أقل رسمية تعمل على النهوض بالمجتمعات الإبداعية والتبادلات في جميع أنحاء آسيا. بشكل جماعي، تشرف هذه المجموعات على معظم مستعمرات الفنانين النشطين في العالم.

## فترة التكوين في أوروبا

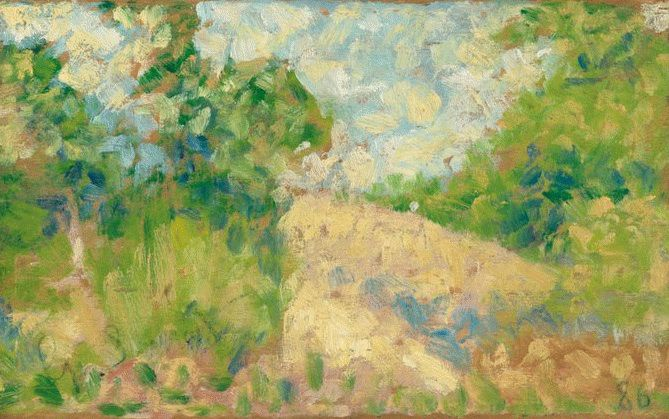
الشانزل في باربيزون (حقل في باربيزون)، صورة عام 1882 لجورج سورات من الريف في فرنسا

كان بعض الرسامين مشهورين داخل الأوساط الفنية لاستقرارهم بصفة دائمة في قرية واحدة، ولا سيما جان فرانسوا ميليه في باربيزون، وروبرت وايلي في بونت-أفين، وأوتو مودرسون في فوربسيد، وهاينريش أوتو في فيلينغهاوزن، وكلود مونيه في جيفيرني. لم يكونوا بالضرورة قادة، على الرغم من أن هؤلاء الفنانين كانوا محترمين وكان لديهم سلطة أخلاقية معينة في مستعمراتهم الفنية. كما كان هناك أيضًا "متجولون مستعمرات" الذين تنقلوا بين مستوطنات الفنانين في أوروبا بطريقة رحلاتهم القوافلية. فعلى سبيل المثال، قام ماكس ليبرمان برسم لوحات في باربيزون وداخاو وإتزنهاوزن وعلى الأقل ست مستعمرات هولندية قصيرة الأمد؛ في حين عمل فريدريك جاد واو في باربيزون وكونكارنو وغريز-سور-لوانج وسانت إيفز وبروفينس تاون في الولايات المتحدة؛ وكان إفيرت بيترز نشطًا في باربيزون وإيغموند وكاتفيك ولارين وبلاريكوم وفولندام وأوستربيك؛ وقامت إليزابيث أرمسترونج فوربس برسم في بونت-أفين وزاندفورت ونيولين وسانت إيفز.

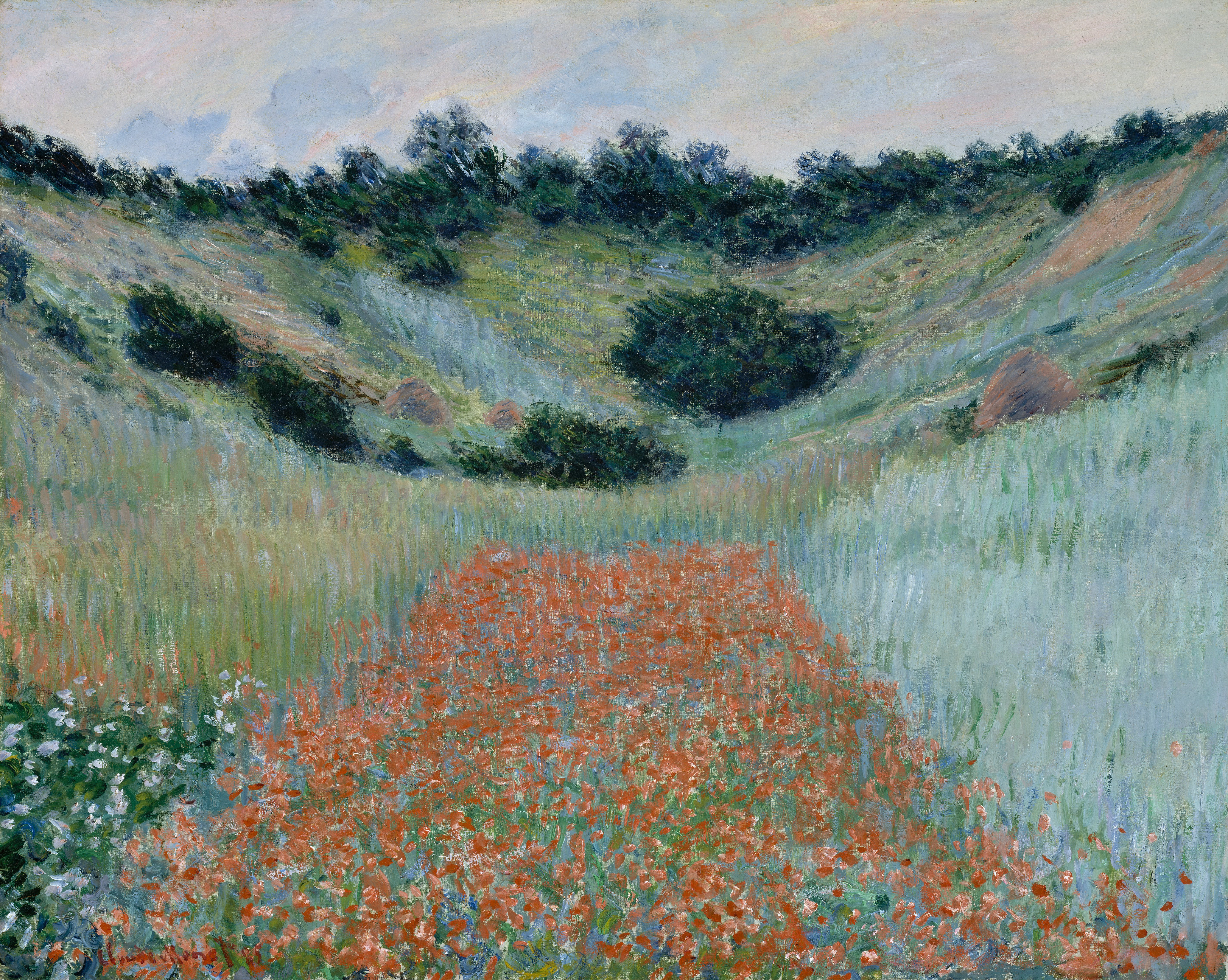
يصور كلود مونيه الريف الفرنسي في حقل الخشخاش في جوف بالقرب من جيفرني، وهو زيت عام 1885 على لوحة قماشية

تطورت المستعمرات الفنية أولاً كحركات قرية في القرن 19 وأوائل القرن 20. ويُقدر أن حوالي 3000 فنان محترف شاركوا في حركة جماعية بعيدًا عن المراكز الحضرية إلى الريف، حيث عاشوا لفترات متفاوتة في أكثر من 80 مجتمعًا. وتُميز هذه المستعمرات عادة حسب الدوام على مدار السنة وحجم السكان. وبالتالي، كانت للمستعمرات العابرة سكان يتغير عددهم سنويًا، وكانوا غالباً رسامين يزورون لموسم صيف واحد فقط، في أماكن مثل هونفلور، جيفيرني، كاتفيك، فراونشيمزي، فولندام، وفيلينغهاوزن. أما المستعمرات شبه الثابتة فتُميز بتركيبتها شبه الدائمة من الفنانين الزائرين والمقيمين الذين اشتروا أو بنوا منازلهم واستوديوهاتهم الخاصة. ومن الأمثلة على ذلك أهرينشوب، باربيزون، كونكارنو، داخاو، سانت إيفز، لارن، وسكاغن. وأخيرًا، تُميز المستعمرات المستقرة بوجود مجموعات كبيرة من الفنانين الدائمين الذين اشتروا أو بنوا منازلهم واستوديوهاتهم الخاصة، في أماكن مثل إغموند، سينت-مارتنز-لاتم، نيولين، وفوربسفيدي.
في حين ظهرت المستعمرات الفنية في جميع أنحاء أوروبا، فضلاً عن أمريكا وأستراليا، إلا أن معظم المستعمرات تكتظ في هولندا ووسط ألمانيا وفرنسا (حول باريس). في المجمل، كان هناك فنانون من خمسة وثلاثين جنسية مختلفة ممثلين في هذه المستعمرات، حيث كان الأمريكيون والألمان والبريطانيون يشكلون أكبر مجموعات المشاركين. وكان ذلك يمنح التواصل طابعًا عالميًا: "كانت روسيا والسويد

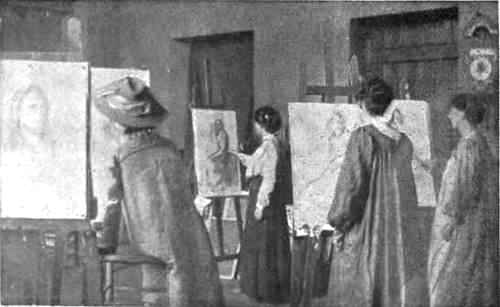
مستعمرة فنية للطلاب في مدرسة نيولين للفنون في إنجلترا عام 1910

وإنجلترا والنمسا وألمانيا وفرنسا وأستراليا والولايات المتحدة ممثلة على مائدتنا، كلها كعائلة واحدة كبيرة، تسعى نحو نفس الهدف"، كتبت الرسامة آني جواتر في عام 1885 في مقال عن تجاربها الأخيرة في مستعمرة فرنسية.
يمكن أيضًا تصنيف القرى وفقًا للجنسيات التي جذبتها. جذبت باربيزون وبون-آفن وجيفيرني وكاتفيك ونيولين وداخاو فنانين من جميع أنحاء العالم وكانت لها نكهة دولية واضحة. وكان الأمريكيون دائمًا حاضرين بقوة في رايسورد وإيجموند وغريه سور لوان ولارن وسانت آيفز؛ غريه سور لوان مرت بفترة اسكندنافية في الثمانينيات من القرن التاسع عشر؛ وكان الألمان الفئة الأكبر بعد الهولنديين الأصليين في كاتفيك. من ناحية أخرى، كان الأجانب نادرين في سانت مارتنز لاتيم وتيرفورن وناجيبانيا وكرونبرغ وستاثس وفوربسفيده وفيلينغزهاوزن، بينما استضافت سكاغن أساسًا الدانماركيين وبعض الإسكندنافيين الآخرين.
العديد من الاستعمارات الفنية الأوروبية الأولى كانت ضحايا للحرب العالمية الأولى. لم تعد أوروبا نفسها اجتماعيًا وسياسيًا واقتصاديًا وثقافيًا، وبدت الاستعمارات الفنية فكرة قديمة في عالم حديث بشكل جارح. ومع ذلك، استمرت نسبة صغيرة منها بشكل أو بآخر، وتدين بوجودها المستمر للسياحة الثقافية. فاستمرت مستعمرات أرينشوب وباربيزون وفيشرهود وكاتفيك ولارن وسانت مارتنز لاتيم وسكاغن وفولندام وفيلينغزهاوزن وفوربسفيده ليست فقط تعمل بشكل متواضع، ولكنها تدير متاحفها الخاصة حيث، بجانب الحفاظ على المجموعات التاريخية للأعمال المنتجة في الاستعمار، يتم تنظيم برامج المعارض والمحاضرات. وإذا لم يحظى البعض بحظ أفضل، فإن العديد من الاستعمارات الكبيرة السابقة مثل كونكارنو ونيولين يتم تذكرها من خلال مجموعات صغيرة ولكن ذات أهمية كبيرة من اللوحات الموجودة في المتاحف الإقليمية. وسقطت الاستعمارات الأخرى خلال نهاية القرن العشرين أمام رواد الثقافة الذين قاموا بتطوير القرى في محاولة لتحاكي، ضمن معايير الكيتش، "المظهر الأصيل" للاستعمار خلال ذروته الفنية. وهذا ليس دائمًا ناجحًا، حيث تعد جيفيرني وغريه سور لوان وكرونبرغ ولو بولديو وبون-آفن وشفان وتيرفورن ربما من بين الاستعمارات الفنية السابقة التي تم تجارتها بشكل غير حساس.

## المستعمرة الفنية
المستعمرة الفنية هي موقع سكني جماعي حيث يتم إنتاج فن جماعي كجزء من أنشطة المجموعة. تنتشر المستعمرات الفنية المعاصرة في جميع أنحاء العالم، وغالبًا ما تكون بعيدة عن انتباه وسائل الإعلام الرئيسية بسبب عدم الرضا أو عدم الراحة مع المجتمع الرئيسي. في الستينيات والسبعينيات، ازدهرت المستعمرات الفنية مثل فريدريشهوف (المعروفة أيضًا باسم منظمة فريدريشهوف). تم إنتاج فن إبداعي بشكل متحمس داخل مثل هذه الجماعات، التي أصبحت نقاط تجمع لحركة الثقافة المعاكسة.
من وجهة نظر اجتماعية، فإن الجماعات الفنية التي أنتجت الفن في سبعينيات القرن الماضي لم تستطع الاستمرار، وذلك يعود أساساً إلى حقيقة أنها كانت تميل إلى أن تكون لديها عضويات مفتوحة، مما جذب في نهاية المطاف أشخاصًا يعانون من مشاكل اجتماعية. واتسع نطاق هذه المشاكل وأصبح من الصعب على هذه الكيانات الذاتية التعامل معها، على الرغم من أن بعض الجماعات، مثل الفندق الفني السابق "كونستهاوس تاخيليس"، استمرت في الازدهار.
اليوم، تمثل الجماعات الفنية مزيجًا من الفنانين والمتجولين والجمعويين والنشطين والدادائيين والمتابعين. تكون هذه الجماعات أكثر تنوعًا سياسيًا وأيديولوجيًا من نظرائها في منتصف القرن العشرين، مما أدى إلى تحول العديد من الجماعات الفنية إلى كيانات تجارية أكثر اتساقًا مع التيار الرئيسي.

## الولايات المتحدة

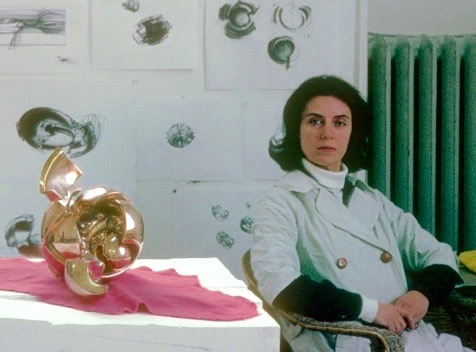
الفنانة لويز كايش (1925-2013) في الأكاديمية الأمريكية في روما

### نموذجاً مبكراً
يتم تنظيم بعض المستعمرات الفنية والتخطيط لها، بينما ينشأ البعض الآخر لأن بعض الفنانين يحبون التجمع، وإيجاد الزمالة والإلهام - والمنافسة البناءة - بصحبة فنانين آخرين.
غالبًا ما يُستشهد بالأكاديمية الأمريكية في روما، التي تأسست في عام 1894 باسم المدرسة الأمريكية للهندسة المعمارية، والتي انضمت في العام التالي إلى المدرسة الأمريكية للدراسات الكلاسيكية، كنموذج مبكر لما سيصبح مستعمرة الفنون الحديثة والعلوم الإنسانية. سرعان ما تم تكرار حرمها الجامعي الممول جيدًا والمنظم جيدًا وبرنامج الزمالات المكثف من قبل مستعمرات الفنانين في أوائل القرن العشرين والمحسنين الأثرياء.

### شمال شرق الولايات المتحدة

#### نيو هامبشاير
تأسست مستعمرة ماكدويل في بيتربورو في عام 1907 من قبل الملحن إدوارد ماكدويل وزوجته ماريان. استوحى ماكدويل من الأكاديمية الأمريكية في روما، ومهمتها لتزويد الفنانين الأمريكيين بقاعدة منزلية في قلب التقاليد الكلاسيكية والمصادر الأساسية. يعتقد ماكدويل، الذي كان أحد أمناء الأكاديمية الأمريكية، أن البيئة الريفية، الخالية من الانحرافات، ستثبت أنها ذات قيمة إبداعية للفنانين. كما يعتقد أن المناقشات بين الفنانين والمهندسين المعماريين والملحنين ستثري أعمالهم.

### نيويورك

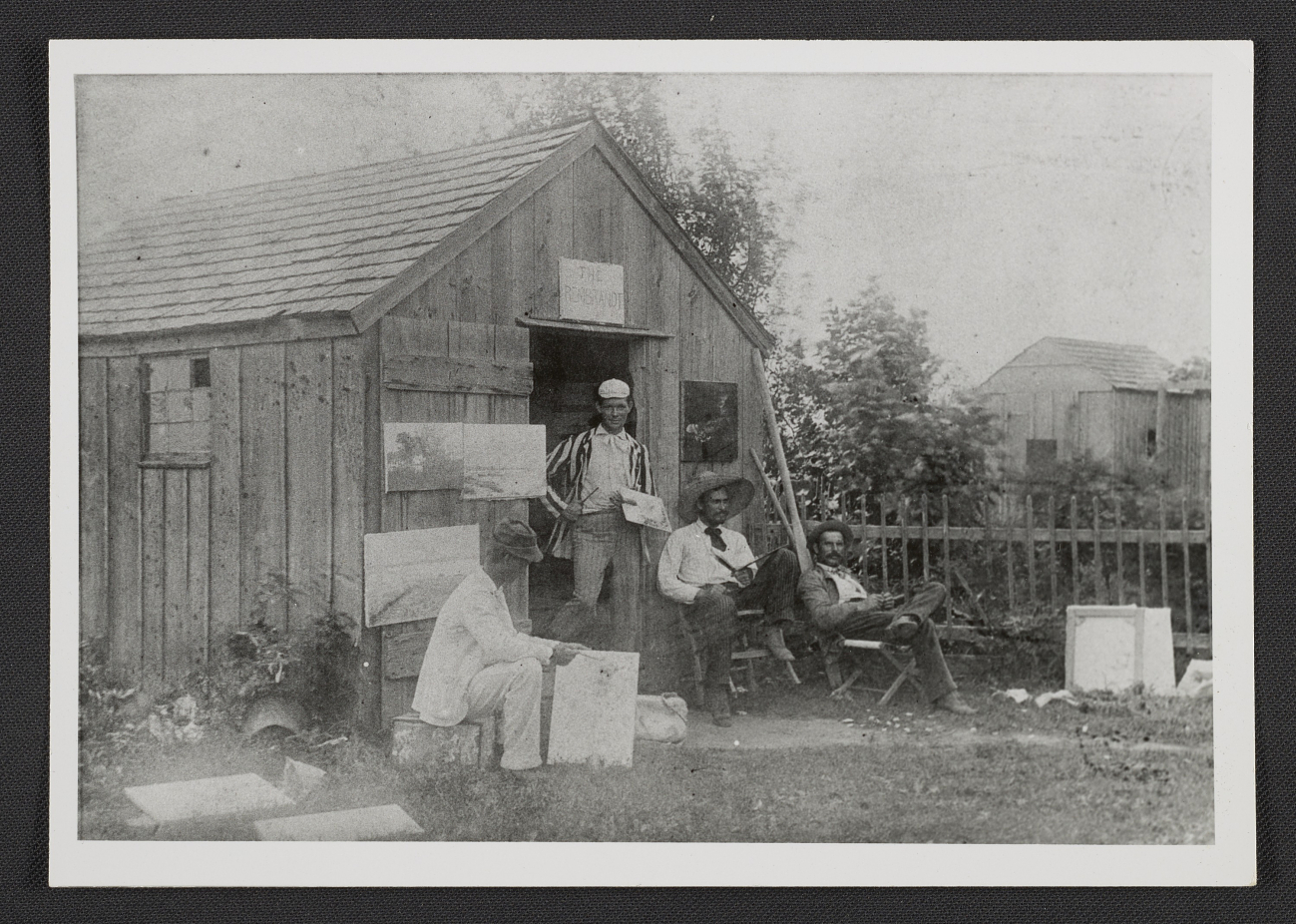
طلاب في مدرسة شينيكوك هيلز الصيفية للفنون في ساوثهامبتون، نيويورك، 1895

أطلق توماس وويلهيلمينا ويبر فورلونج من رابطة طلاب الفنون في نيويورك على مقرهما الصيفي الخاص اسم مستعمرة مزرعة القلب الذهبية الفنية عندما افتتحوها في صيف عام 1921. تقع المستعمرة وفنانيها المقيمين في شمال ولاية نيويورك على بحيرة جورج، وكانت في قلب الحركة الحداثية الأمريكية حيث سافر فنانون مهمون من مانهاتن إلى مزرعة القلب الذهبية للهروب من المدينة والدراسة مع الزوجين.
تم تأسيس مستعمرة أخرى شهيرة، يادو في ساراتوغا سبرينغس بعد فترة وجيزة. تصور سبنسر تراسك وزوجته كاترينا تراسك فكرة يادو في عام 1900، لكن أول برنامج إقامة للفنانين لم يبدأ رسميًا حتى عام 1926.
بدأت مستعمرة وودستوك للفنون في المدينة التي تحمل الاسم نفسه كمستعمرتين. كانت تُعرف في الأصل باسم بيردكليف، وقد تأسست في عام 1902 من قبل رالف رادكليف وايتهيد وهيرفي وايت وبولتون براون. بعد ذلك بعامين، أعاد هيرفي وايت تسميتها بمستعمرة مافريك، بعد انفصاله عن بيردكليف في عام 1904. لا تزال مدينة وودستوك مركزًا نشطًا للمعارض الفنية والموسيقى والعروض المسرحية.
كان مجتمع رويكروفت مستعمرة فنية مؤثرة للفنون والحرف تضم الحرفيين والفنانين. أسسها إلبرت هوبارد في عام 1895، في قرية إيست أورورا، نيويورك، بالقرب من بوفالو، وكان حرفيوها مؤثرين في تطوير الأثاث والكتب والمصابيح والأعمال المعدنية الأمريكية في أوائل القرن العشرين. استمدت المستعمرة من نادي السبت للرسم للعديد من فنانيها، حيث كان النادي يقع بالقرب من مقصورة يستخدمها طلاب فنون بوفالو المتخصصون في الرسم الزيتي في الهواء الطلق.
في عام 1973، أنشأت نورما شقيقة إدنا سانت فنسنت ميلاي مستعمرة ميلاي للفنون في الموقع التاريخي لستيبلتوب في أوسترليتز.

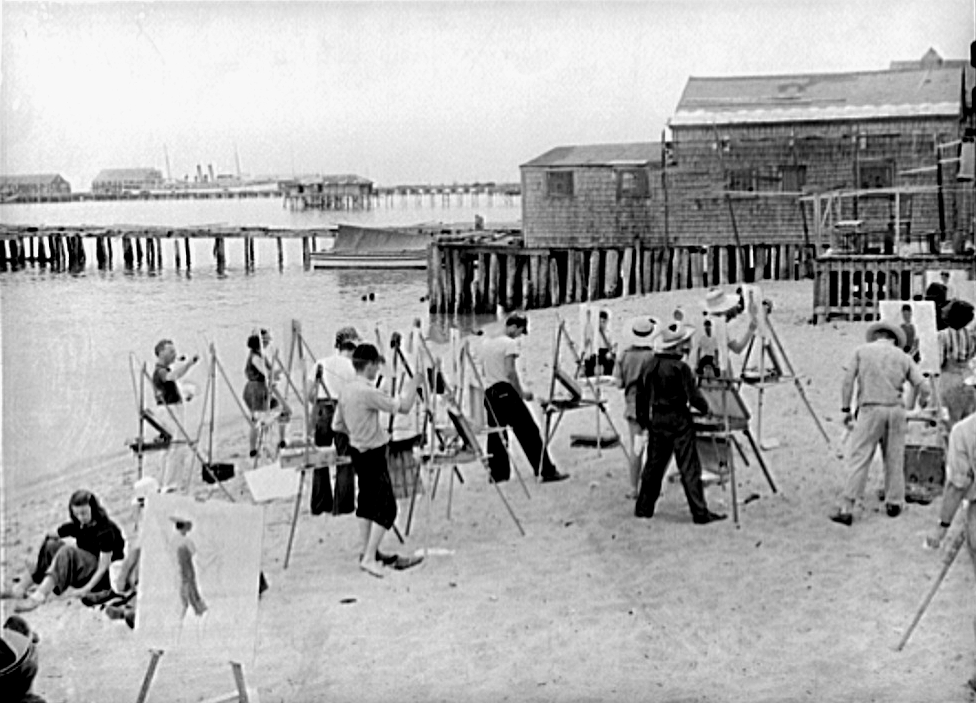
صورة عام 1940 لفصل فني في الهواء الطلق في بروفينستاون، ماساتشوستس، وهو مركز فني يوفر دخلاً وافرًا للعديد من المدارس الفنية.

### ماساتشوستس
ظهرت مستعمرة بروفينستاون الفنية عندما افتتح تشارلز ويبستر هوثورن مدرسة كيب كود للفنون هناك في صيف عام 1899. جذبت مدرسة الفنون فنانين آخرين، ووسعت المستعمرة، مما أدى إلى تأسيس جمعية بروفينستاون للفنون. بحلول عام 1916، ذكر عنوان رئيسي في بوسطن غلوب «أكبر مستعمرة فنية في العالم في بروفينستاون». تدعي بروفينستاون أنها أقدم مستعمرة فنان تعمل باستمرار في الولايات المتحدة.

### جنوب الولايات المتحدة

#### فلوريدا
في دلراي بيتش، فلوريدا، كانت هناك مستعمرة موسمية للفنانين والكتاب خلال أشهر الشتاء من منتصف عشرينيات القرن الماضي حتى أوائل الخمسينيات. اشتهر جيب ديلراي بيتش بجذب العديد من رسامي الكاريكاتير المشهورين في ذلك العصر.

#### ماريلاند
في نوتنغهام، لا تزال شركة وسط المحيط الأطلسي بلاين آير، الأكثر شهرة لمشاركة الفنان ويليام ديفيد سيمونز، نشطة. تُعرف الآن باسم جمعية رسامي الهواء في وسط المحيط الأطلسي، وتظل مهمتها كما هي: تثقيف وكشف الفنانين المحليين وعامة الناس بتقاليد الرسم الكلاسيكية.

### وسط غرب الولايات المتحدة

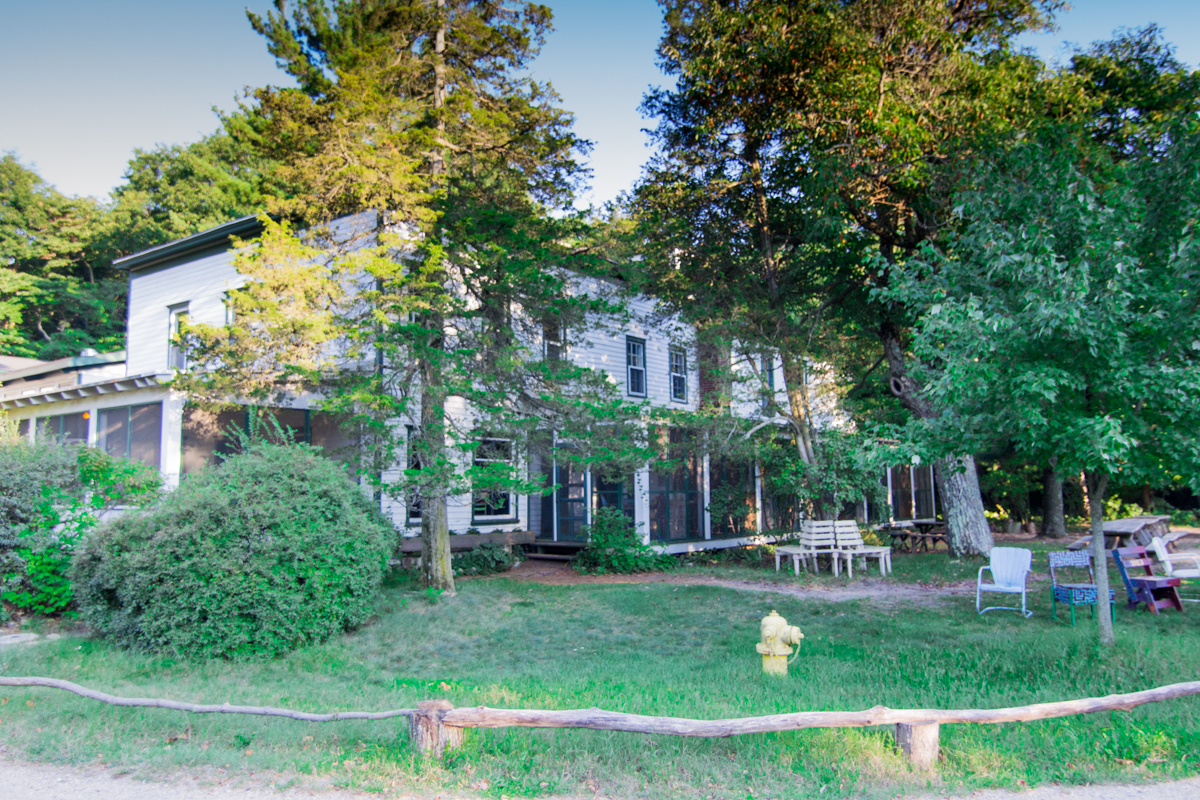
مدرسة اكس بو للفنون وإقامة الفنانين في سوغاتوك، ميشيغان

#### ميشيغان
تأسست مدرسة اكس بو للفنون وإقامة الفنانين في سوغاتوك في عام 1910 من قبل فريدريك فورسمان ووالتر مارشال كلوت، وكلاهما عضو هيئة تدريس من كلية معهد الفنون في شيكاغو. كانت رؤية فورسمان وكلوت هي خلق فترة راحة حيث يمكن لأعضاء هيئة التدريس والطلاب الانغماس تمامًا في صناعة الفنون، محاطين بمجتمع داعم من الفنانين ومناظر طبيعية ملهمة من الكثبان الطبيعية والغابات والمياه.

### غرب الولايات المتحدة

#### أريزونا
أصبحت مدينة سيدونا الصحراوية بولاية أريزونا مستعمرة للفنانين في الجنوب الغربي في منتصف القرن العشرين. وصل الدادايست

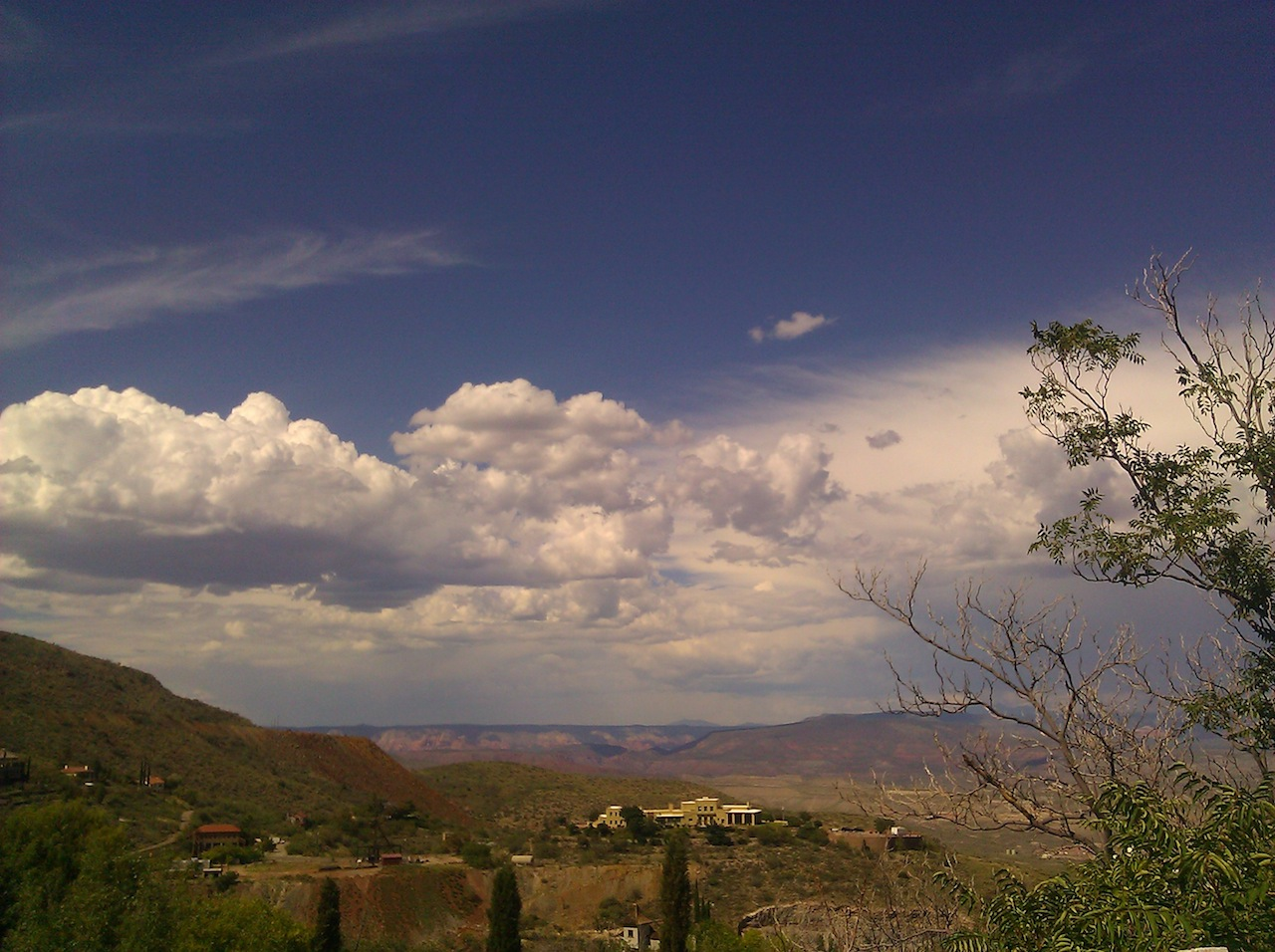
مدينة جيروم التاريخية بولاية أريزونا، وهي مدينة تعدين النحاس التي جذبت الفنانين فيما بعد

ماكس إرنست والسريالية دوروثيا تانينغ من نيويورك في أواخر الأربعينيات، عندما كان يسكنها أقل من 500 من أصحاب المزارع وعمال البساتين والتجار والمجتمعات الأمريكية الأصلية الصغيرة. وسط بيئة الغرب المتوحش، بنى إرنست كوخًا صغيرًا يدويًا في طريق بروير، واستضاف هو وتانينغ مثقفين وفنانين أوروبيين مثل هنري كارتييه بريسون وإيف تانغوي. أثبت سيدونا أنه مصدر إلهام للفنانين، ولإرنست - الذي جمع كتابه ما وراء الرسم وأكمل تحفته النحتية الجدي أثناء إقامته هناك. ألهمت البيئة أيضًا النحات المصري ناسان جوبران للانتقال إلى هناك من بوسطن ليصبح رئيسًا لقسم الفن في مدرسة فيردي فالي.
في جنوب أريزونا في أوائل ومنتصف القرن العشرين، أصبح جيب حصن لويل التاريخي خارج توكسون، أريزونا، مركزًا فنيًا. تم تكييف أنقاض اللبن في حصن سلاح الفرسان الأمريكي المهجور في القرن التاسع عشر من قبل الأمريكيين المكسيكيين في قرية صغيرة تسمى «الفويرتي». خلال عشرينيات وثلاثينيات وأربعينيات القرن الماضي، بدأ الفنانون والكتاب والمثقفون، الذين اجتذبتهم الأناقة الريفية والمناظر الطبيعية الصارخة لصحراء سونوران، ورومانسية أطلال اللبن في شراء وإعادة تصميم وبناء المنازل في هذا المجتمع الصغير. ومن بين الفنانين البارزين الفنان الهولندي المولد تشارلز بولسيوس، ومعلم كلية بلاك ماونتن والمصور هازل لارسون آرتشر، والمصمم المعماري والرسام فيرونيكا هيوارت، والحداثي المبكر جاك مول، والكتاب والفنانين الفرنسيين رينيه تشيروي وجيرمين تشيروي، وعلماء الأنثروبولوجيا الشهير إدوارد هيرو.
كانت بلدة جيروم التاريخية الصغيرة بولاية أريزونا ذات يوم مدينة مزدهرة لتعدين النحاس يبلغ عدد سكانها 15000 نسمة. عندما أغلقت شركة التعدين فيلبس دودج منجم يونايتد فيردي والعمليات ذات الصلة في عام 1953، انخفض عدد السكان إلى 100. لمنع جيروم من الاختفاء تمامًا، لجأ السكان الباقون إلى السياحة والتجزئة. ولزيادة تشجيع السياحة، سعى السكان للحصول على وضع المعلم التاريخي الوطني، الذي منحته الحكومة الفيدرالية في عام 1967. اليوم، من خلال رعاية المهرجانات الموسيقية وجولات المنازل التاريخية والاحتفالات والسباقات، نجح المجتمع في جذب الزوار والشركات الجديدة، والتي تشمل في القرن الحادي والعشرين المعارض الفنية والاستوديوهات العامة العاملة والمتاجر الحرفية ومصانع النبيذ والمقاهي والمطاعم. العديد من السكان هم فنانون وكتاب وموسيقيون بدوام كامل.

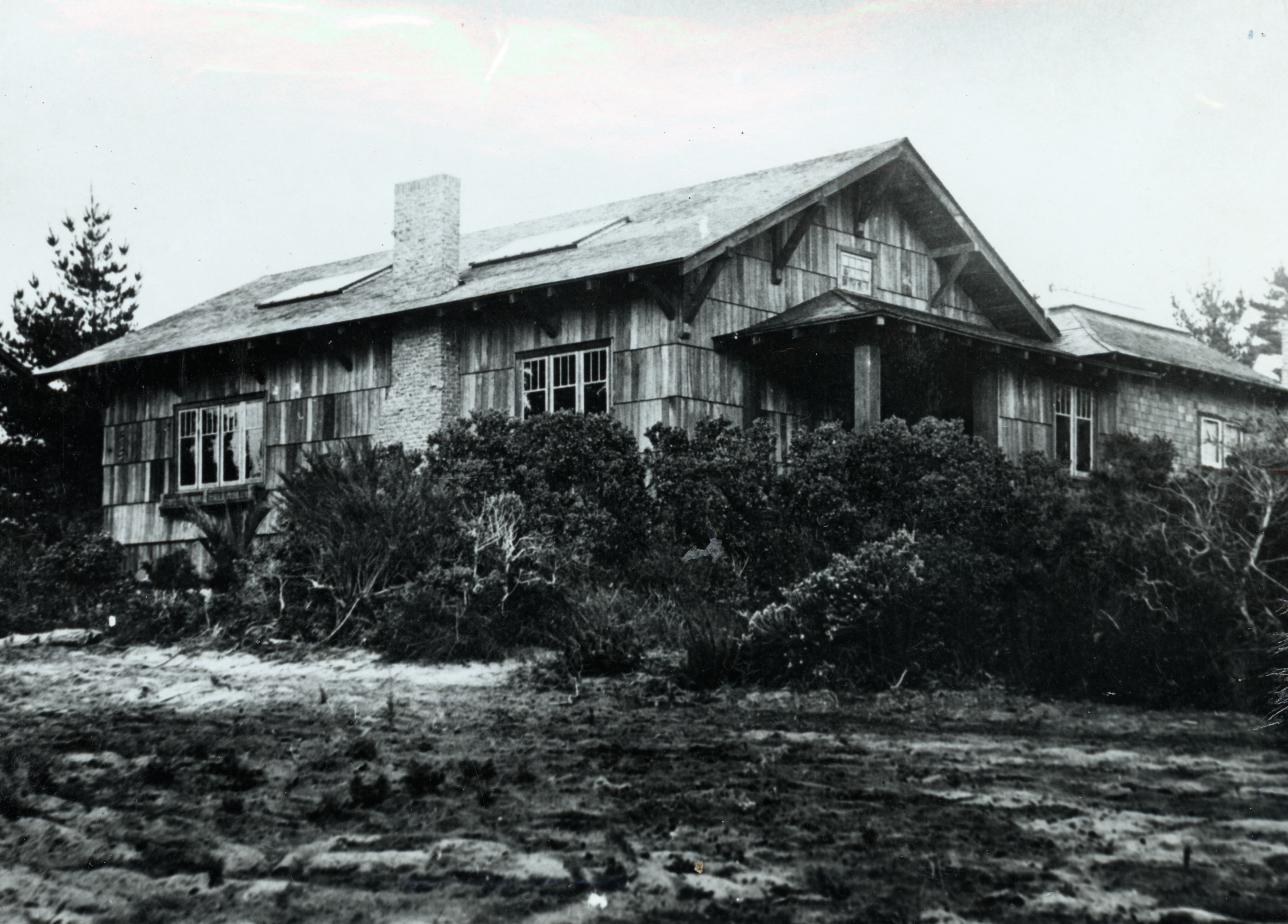
قاعة نادي الكرمل للفنون والحرف في عام 1907 في كاليفورنيا.

#### كاليفورنيا
جيمس فرانكلين ديفيندورف كان أحد مؤسسي نادي الفنون والحرف في كارمل لدعم الأعمال الفنية. اجتمع الفنانون في كارمل بواسطة البحر، كاليفورنيا في عام 1905 وقاموا بتأسيس معرض الفن وغرف الاجتماع في العام التالي باسم نادي كارمل للفنون والحرف. قدموا معارض سنوية وخاصة، جذبت فنانين زائرين مشهورين من جميع أنحاء البلاد، وقدموا تعليمًا مهنيًا في مجالات الرسم والنحت والحرف. بناءً على طلب طالبته السابقة جيني ف. كانون، تم إقناع ويليام ميريت تشيس بتدريس آخر دورة صيفية له هنا في عام 1914. كانت بين عامي 1919 وحوالي 1948 أكبر تجمع فني على الساحل الهادئ في الولايات المتحدة. في عام 1927، استبدلت جمعية كارمل للفنون نادي الفنون والحرف وازدهرت اليوم كمحور للمجتمع الفني على شبه جزيرة مونتيري، كاليفورنيا وفي جيور. تأسست معهد كارمل للفنون في عام 1938، وكان من بين مدرسيه أرمين هانسن وبول دوهيرتي. بدأ جون كنينجهام في المعهد عندما ساعد في تدريس فصل للرسم عندما مرض هانسن. في عام 1940، قام هانسن وويتمان بنقل ملكية المعهد إلى كنينجهام وزوجته.

#### نيومكسيكو

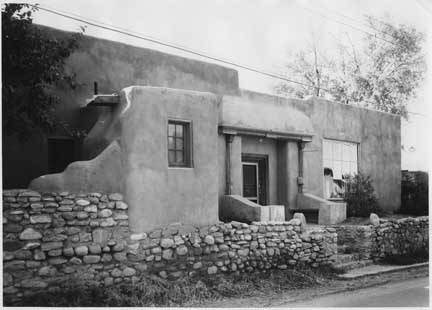
منزل جيرالد كاسيدي، العضو المؤسس لمستعمرة سانتي في للفنون في سانتا في، نيو مكسيكو في أوائل القرن العشرين، 1937.

تعتبر مستوطنة الفن في تاوس في نيومكسيكو مثالًا على التطور الأكثر عضوية. جذبت المناظر الطبيعية شبه الصحراوية، والسماء الصافية والضوء الرائع، والثراء الثقافي للثقافتين الهسبانية والهندية بويبلو في تاوس، العديد من الفنانين على مدى القرن العشرين. زار جوزيف هنري شارب تاوس في رحلة للرسم في عام 1883 وشارك لاحقًا حماسه للمنطقة أثناء دراسته في باريس مع الفنانين بيرت جي. فيليبس وإرنست إل. بلومنشاين. نتيجة لعجلة العربة المكسورة أثناء توجههم إلى المكسيك في 3 سبتمبر 1898، بقي الفنانان في منطقة تاوس بدلاً من ذلك. في باريس، التقى بلومنشاين بإينجار إي. كاوز وأخبره عن تاوس. انضم أوسكار إ. بيرنينغهاوس وهربرت دانتون إلى فناني تاوس، وشكلوا المجموعة الأصلية "المؤسسة" من ستة فنانين. في 1 يوليو 1915، عقدت جمعية فناني تاوس اجتماعها الأول. في عام 1916، انتقلت مابيل دودج، الأثرياء الاجتماعية من نيويورك، وزوجها الفنان موريس ستيرن، إلى تاوس، حيث أسست مابيل تجمع الكتّاب في تاوس وجذبت العديد من الفنانين للانتقال إليها. زارت جورجيا أوكيف تاوس لأول مرة في عام 1929، وزارت المنطقة كل صيف، وانتقلت إلى أبيكويو، نيو مكسيكو بشكل دائم في عام 1946. من بين الفنانين الشهيرين الذين كانوا يترددون على تاوس هم أنسل آدمز ودي. إتش. لورنس. بمجرد أن بدأ الفنانون في الاستقرار والعمل في تاوس، جاء آخرون، وافتتحت معارض الفن والمتاحف، وأصبحت المنطقة مركزًا فنيًا، على الرغم من أنها لم تكن مستوطنة فنية رسمية توفر للفنانين المساعدة كما يفعل يادو وماكدويل.

## أمريكا الشمالية

### كندا
- ورش عمل إيما ليك للفنانين، إيما ليك، ساسكاتشوان، كندا[21]
- مجموعة بحيرة إيديث للفنانين، جاسبر، ألبرتا، كندا